# كومانثيو زينب ديالو
كومانثيو زينب ديالو (بالفرنسية: Koumanthio Diallo)‏ (من مواليد 1956) هي شاعرة غينية، وروائية وكاتبة مسرحية تكتب باللغة الفرنسية واللغة الفولاني.

## حياتها
عملت زينب دياولو كمهندسة زراعية، وهي من مواليد عام 1956في لابي، غينيا.
أسّست زينب دياولو وبوناتا ديينج في عام 2002 متحف فوتا دي جالون في لابي.

## أعمالها
- أنا امرأة، 1994.
- بيلون جوندي الغينية، 1996[5]
- شوك الحب، باريس، 1997
- لطيور السماء والأرض، اليونيسف، 1997[6]
- مثل بتلات الشفق، لومي: لاسيمويز، 1998.
- مثل الحمامة عند الغضب، شعر الأطفال، طبعات ليندا، 1999
- قتلى الحرب، 2000.
- دادو اليتيمة وحكايات أخرى من فوتا دجالون من غينيا، باريس: 2004[7]
- ابن الملك غيومي وغيرها من القصص الخيالية ل فوتا دجالون من غينيا، 2004
- ضحكات الصمت، باريس: 2005
- نساء ذليلات، 2005.[8]
- نيغوتي وعبقرية الصيد - حكاية من فوتا جالون في غينيا، باريس: 2007
- الحمقى من السماء السابعة: ما وراء الختان، سيلكس / نيوز من الجنوب، 2014

## روابط خارجية
- African Moon by Koumanthio Zeinab Diallo, translated by Janis A. Mayes